# Plexus (Medizin)
Der Plexus (lateinisch „Geflecht“; Plural „die Plexūs“ mit langem u) bezeichnet in der Anatomie ein Geflecht aus Nervenfasern oder Blutgefäßen. Ein Nervenplexus oder Nervengeflecht entsteht, wenn sich aus der Wirbelsäule hervortretende Nervenäste miteinander vereinigen, bevor sich die in einem Plexus gebündelten Nervenfasern erneut verzweigen, etwa in die inneren Organe oder in die Extremitäten.

## Nervale Plexus

### Somatische Nervenplexus
Willkürmotorische und sensible Nervenfasern bilden auf jeder Seite einen:
- Plexus cervicobrachialis, den man unterteilen kann in
  - Plexus cervicalis für die Muskulatur und Sensibilität von Hinterkopf und Hals, gebildet aus den Nervenwurzeln C1 bis C4
  - Plexus brachialis für die Muskulatur und Sensibilität von Schulter und Arm, gebildet aus den Nervenwurzeln C5 bis Th1
- Plexus lumbosacralis, den man unterteilen kann in
  - Plexus lumbalis für Hüfte und Bein, gebildet aus den Nervenwurzeln Th12 bis L4
  - Plexus sacralis gebildet vor allem aus den Nervenwurzeln L5 und S1, mit motorischen und sensiblen Fasern für das Bein; die meisten Fasern des Plexus sacralis vereinigen sich zum Nervus ischiadicus
- Plexus pudendus mit vegetativen Nervenfasern für Blase, Geschlechtsorgane und Enddarm, gebildet aus den Nervenwurzeln S2 bis S4

Beim Menschen haben Plexus cervicalis und Plexus brachialis keine Verbindung und werden daher nicht gemeinsam als Plexus cervicobrachialis bezeichnet.
Des Weiteren wird die Versorgung der Genitale über den Nervus pudendus reguliert, der beim Menschen aus dem Plexus sacralis abgeht. Die Regulation von Stuhl- und Harnentleerung (Defäkation und Miktion) steuert sich über Schließmuskeln sowie die Beckenbodenmuskulatur. Abgesehen vom inneren Afterschließmuskel und dem inneren Schließmuskel der Harnblase, die durch das vegetative Nervensystem reguliert werden, erfolgt die Innervation aus einem kleinen Plexus coccygeus (Segmente Co1 bis Co2/Co3).

### Vegetative Nervenplexus

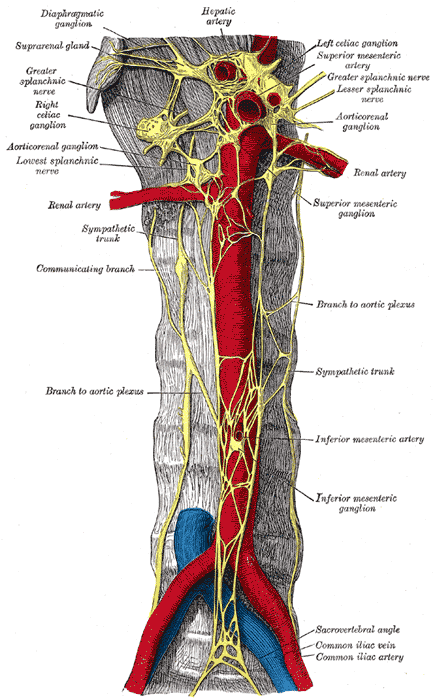
Vegetative Plexus und Ganglien des Bauchraums.

Die größten Plexus des vegetativen Nervensystems sind:
- Plexus coeliacus im Oberbauch
- Plexus mesentericus superior (bei Tieren heißt es statt „superior“ cranialis) im Mittelbauch
- Plexus mesentericus inferior/caudalis im Unterbauch

Die beiden ersten werden zusammen auch Sonnengeflecht oder Plexus solaris genannt. Sie enthalten sympathische Fasern für die Eingeweide im Bauchraum: Magen, Leber, Milz, Bauchspeicheldrüse, Nieren, Nebennieren, Dünndarm, Anfangsteil des Dickdarms.
Sie liegen an den Abgängen der drei großen Arterien Truncus coeliacus, Arteria mesenterica superior/cranialis und Arteria mesenterica inferior/caudalis von der Bauchaorta. Von ihnen gehen kleinere Plexus zu den einzelnen Organen ab. Die sympathischen Fasern stammen aus dem Rückenmark im Brust- und Lendenbereich, die parasympathischen Fasern vom Nervus vagus und aus dem Kreuzteil des Rückenmarks.
Vegetative Plexus entstehen auch durch Verflechtungen der vegetativen Nervenfasern unmittelbar in der Nähe der Endorgane:
- Plexus caroticus externus für die Schweißdrüsen, die glatten Muskeln der Haarfollikel und Blutgefäße im Bereich von Kopf und Gesicht
- Plexus caroticus internus für die Augen (Musculus dilatator pupillae, Musculus orbitalis, Musculus tarsalis) und die Tränen- und Speicheldrüsen
- Plexus cardiacus am Herzen aus den Endästen des parasympathischen Nervus vagus
- Plexus pulmonalis in der Wand der Bronchien für Bronchien und Lunge
- Plexus gastricus mit parasympathischen Fasern für die Versorgung des Magens
- Plexus vesicalis mit parasympathischen Fasern für die Versorgung der Harnblase und der Geschlechtsorgane
- Plexus pelvinus für die parasympathische Versorgung des Enddarms (Peristaltik) und die parasympathische Versorgung des nicht der Willkürkontrolle unterworfenen inneren Darmschließmuskels (Erschlaffung)
- Plexus hypogastricus superior und Plexus hypogastricus inferior für die Innervation der Geschlechtsorgane (Samenblasen, Prostata, Samenleiter)

Das Darmnervensystem besteht aus verstreuten Nervenzellen in der Wand des kompletten Rumpfdarms und veranlasst die Peristaltik. Diese über den kompletten Rumpfdarm verstreuten Neurone werden auch als Plexus bezeichnet, entsprechen jedoch morphologisch nicht der Definition eines vegetativen Plexus (s. o.). Man unterscheidet einen Plexus submucosus (Meissner) in der Tela submucosa des Rumpfdarmes und einen Plexus myentericus (Auerbach) in der Tunica muscularis, zwischen Stratum circulare und Stratum longitudinale der glatten Darmmuskulatur.

## Gefäßplexus
(siehe auch Rete mirabile)